# K-On! The Movie
K-On! The Movie (Originaltitel: 映画けいおん! Eiga Keion!) ist ein japanischer Animationsfilm des Animationsstudios Kyōto Animation. Er ist der erste Film in Spielfilmlänge, bei dem Naoko Yamada Regie führte.
Der Film feierte am 3. Dezember 2011 Premiere in den japanischen Kinos. Eine Veröffentlichung auf DVD und Blu-ray erfolgte in Japan im Juli des Jahres 2012, ehe eine Heimvideo-Veröffentlichung in Nordamerika und Australien folgte. In Deutschland erschien der Film am 26. April 2013 auf DVD und Blu-ray.

## Handlung
Yui Hirasawa, Ritsu Tainaka, Mio Akiyama und Tsumui Kotobuki sind im dritten und letzten Jahr an der Oberschule und damit verbunden rückt der Abschied vom Popmusikclub der Schule immer näher. Azusa Nakano, die erst im folgenden Jahr ihren Abschluss an der Schule macht, kann sich mit diesen Gedanken nur sehr schwer anfreunden, sodass die Schülerinnen beschließen, nach London zu fliegen um vorab ihren Abschluss zu feiern. Kaum in der englischen Hauptstadt angekommen, treten jedoch erste Orientierungsprobleme auf.

## Produktion
Am 27. September 2010 wurde mit der Ausstrahlung der letzten Episode der Animeserie angekündigt, dass das Franchise einen Animefilm erhalten werde. Bereits knapp zwei Monate darauf ließ Regisseurin Naoko Yamada verlauten, dass sie eine Kinopremiere für den 3. Dezember 2011 ins Auge fasse. Bei der Produktion erhielt Yamada Unterstützung unter anderem von Reiko Yoshida, die das Drehbuch schrieb und Hajime Hyakkoku, der die Filmmusik komponierte.
Anfang September 2011 wurden mit Ichiban Ippai, Unmei♪wa♪Endless! und Singing, der Vorspann-, das Titellied und der Abspanntitel auf der offiziellen Webseite des Kinofilms bekanntgegeben. Am selben Tag lief der offizielle Kinotrailer erstmals in den japanischen Kinos.

## Veröffentlichung

### Kino
Am 3. Dezember 2011 wurde K-On! The Movie landesweit in über 130 japanischen Kinos gezeigt.
Im Rahmen des Scotland Loves Animation lief der Film im Oktober 2012 erstmals im Vereinigten Königreich. Im Dezember des gleichen Jahres war der Film auf dem Japan Film Festival in Sydney und Melbourne erstmals in Australien zu sehen.
Es folgten Ausstrahlungen in Südkorea, Indien, Taiwan und Hongkong.

### Heimvideo
Am 18. Juli 2012 erfolgte in Japan die Veröffentlichung des Films zunächst in einer limitierten Auflage auf DVD und Blu-ray-Disc. Sentai Filmworks sicherte sich die Lizenz für eine Heimvideo-Veröffentlichung auf dem nordamerikanischen Markt, wo dieser am 21. Mai 2013 erschien.
Im Oktober 2012 gab Kazé Anime bekannt, dass es den Animefilm für den deutschsprachigen Markt lizenziert hat und ihn im ersten Drittel des Jahres 2013 veröffentlichen wird.

## Synchronisation
| Rolle            | Japanischer Sprecher (Seiyū) | Deutscher Sprecher |
| ---------------- | ---------------------------- | ------------------ |
| Yui Hirasawa     | Aki Toyosaki                 | Julia Meynen       |
| Ritsu Tainaka    | Satomi Satō                  | Jennifer Weiß      |
| Mio Akiyama      | Yōko Hikasa                  | Anita Hopt         |
| Tsumigi Kotobuki | Minako Kotobuki              | Marianne Graffam   |
| Azusa Nakano     | Ayana Taketatsu              | Kristina Tietz     |
| Sawako Yamanaka  | Asami Sanada                 | Antje von der Ahe  |
| Nodoka Manabe    | Chika Fujitō                 | Shalin Rogall      |
| Ui Hirasawa      | Madoka Yonezawa              | Tabea Börner       |
| Jun Suzuki       | Yoriko Nagata                | Anja Rybiczka      |
| Kawakami         | Chie Nakamura                | Sabine Mazay       |
| Norimi Kawaguchi | Yū Asakawa                   | Claudia Schmidt    |
| Maki             | Eri Nakao                    | Katie Phleghar     |

## Erfolg
Am Eröffnungswochenende, wo der Film landesweit in 137 Kinos gezeigt wurde, spielte er ungefähr 317,3 Millionen Yen, umgerechnet knapp 4,1 Millionen US-Dollar ein, womit er auf Platz zwei der heimischen Kinocharts landete. Insgesamt nahm der Film alleine in Japan bis Anfang Februar 2012 fast 1,64 Milliarden Yen, etwas mehr als 21,4 Millionen Dollar ein.
Die DVD- und Blu-ray-Ausgabe des Films konnte sich alleine in Japan bis Anfang November 2012 binnen weniger Monate mehr als 220.000 mal verkaufen. Auf dem Filmverleihmarkt wurde der Animefilm 45.000 geliehen. In der Liste der meistverkauften Animationsfilm-DVDs und Blu-rays des Jahres 2012 in Japan landete K-On! The Movie auf Platz zehn. In Deutschland war der Film im Februar 2012 im öffentlichen Handel ausverkauft.
Der Film war bei den Japanese Academy Award in der Kategorie Bester Animationsfilm nominiert. Die Auszeichnung ging allerdings an Goro Miyazakis Der Mohnblumenberg von Studio Ghibli.

## Nachwirkungen
Im Film wird ein vom The Troubadour in London inspiriertes Café gezeigt, das seit der Veröffentlichung regelmäßig von Fans des K-On!-Franchises aufgesucht wird.